# Megastigmus laricis
Megastigmus laricis is een vliesvleugelig insect uit de familie Torymidae. De wetenschappelijke naam is voor het eerst geldig gepubliceerd in 1914 door Marcovitch.